# Görwihl
Görwihl là một xã ở huyện Waldshut trong bang Baden-Württemberg thuộc nước Đức.
Görwihl nằm trong vùng Hotzenwald, ở khu vực cực nam của rừng Đen, tại rìa của sông Alb, một nhánh của sông Rhine. Đô thị này phía bắc giáp Ibach, phía đông giáp Albbruck, phía nam giáp thành phố Laufenburg còn phía tây giáp Rickenbach và Herrischried.